# Șprot
Șprotul (Sprattus sprattus), numit și țață, ciacia, ceacea, este un pește marin mic de 8-16 cm, care trăiește în cârduri numeroase, din familia clupeide (Clupeidae), răspândit în Oceanul Atlantic, Marea Mediterană, Marea Adriatică și Marea Neagră. Corpul este alungit, comprimat lateral, acoperit cu solzi relativ mari și caduci. Marginea abdomenului cu o carenă formată din solzi. Capul mare este comprimat lateral, cu o gură mică, oblică în sus. Înotătoarea dorsală scurtă este așezată la mijlocul spatelui. Înotătoarea caudală nu are solzi alari, iar înotătoarea anală are radiile egale. Corpul de culoare verde-albăstruie pe spate și argintie pe laturi. Deasupra botului o figură triunghiulară neagră. Se hrănește cu crustacee planctonice. Depune icre pelagice primăvara și vara sau pe tot parcursul anului în apropierea coastei. Se consumă proaspăt, afumat sau se prepară în ulei. Are valoare economică  mare.
Pe litoralului românesc al Mării Negre trăiește subspecia Sprattus sprattus phalericus. 